# ديفن توماس
ديفن توماس (بالإنجليزية: Devin Thomas)‏ هو لاعب كرة قدم أمريكية أمريكي، ولد في 15 نوفمبر 1986 في آن آربر في الولايات المتحدة.

## وصلات خارجية
- ديفن توماس على موقع مرجع كرة القدم المحترفة.كوم (الإنجليزية)